# 윤송이
윤송이(1975년 12월 26일 ~ )는 대한민국의 기업인이다. 한국과학기술원(KAIST) 전기공학과를 졸업한 후, 미국 MIT 컴퓨터 신경과학 박사 학위를 받았다. 맥킨지 & 컴퍼니와 와이더댄닷컴, SK 텔레콤 상무를 거쳐, 엔씨소프트  부사장 및 최고전략책임자(CSO)로 취임했다. 현재는 엔씨소프트 CSO 겸 NC West CEO를 역임하고 있다. 월스트리트 저널(2004)로부터 "주목할 만한 세계 50대 여성 기업인"으로, 세계경제포럼(2006)과 보아오포럼(2007)로부터 차세대 지도자에 선정되었다.

## 학력
- 1991년 3월 - 서울과학고등학교 입학
- 1993년 2월 - 서울과학고등학교 조기졸업
- 1996년 8월 - 한국과학기술원 전기공학과 졸업
- 2000년 2월 - 매사추세츠 공과대학교 대학원 컴퓨터 신경과학 박사

## 경력
- 2000년 2월 ~ 2002년 10월 - 맥킨지&컴퍼니 서울사무소 매니저
- 2002년 10월 ~ 2004년 3월 - 와이더댄닷컴 이사
- 2004년 3월 ~ 2008년 1월 - SK텔레콤 상무
- 2008년 11월 ~ - 엔씨소프트 최고전략책임자(CSO), 부사장
- 2012년 6월 ~ 엔씨소프트문화재단 이사장
- 2012년 8월 ~ 엔씨소프트 CSO 겸 엔씨웨스트 CEO(사장)

## 상훈
- 2007년 - 보아오포럼(BFA) 차세대 지도자
- 2006년 - 세계경제포럼(World Economic Forum, WEF)차세대 지도자[1]
- 2004년 - 월스트리트저널(The Wall Street Journal, WSJ)의 "주목할 만한 세계 50대 여성 기업인"에 선정[2]

## 사건 및 사고

### 부친 피살 사건
2017년 10월 26일, 그녀의 부친이자 김택진의 장인인 부동산 업자 윤씨(68세)가 살해되었다. 대장동 개발에 그녀와 그녀의 남편인 김택진이 연루된 것이 밝혀지면서 대장동 개발과 해당 살인 사건의 연관성이 제기되었다.